# Cloreto de tálio(I)
O cloreto de tálio(I) é um sal inorgânico branco de fórmula mínima TlCl. Ele pode ser obtido mediante adição de cloreto a uma solução acidificada de sais solúveis de Tl(I), como perclorato de tálio(I), sulfato de tálio(I) ou nitrato de tálio(I). O raro mineral lafossaite, de fórmula Tl(Cl,Br), é uma forma na qual o cloreto de tálio(I) pode ser encontrado naturalmente. 
A estrutura cristalina do cloreto de tálio(I) é similar à do cloreto de césio (CsCl), isto é, apresenta célula unitária de geometria cúbica de corpo centrado (CCC), visto a presença do cátion volumoso Tl+. Assim como o cloreto de prata, o TlCl é fotossensível e, portanto, se decompõe quando exposto a luminosidade.
Diferentemente dos outros elementos do grupo 13 da Tabela Periódica (B, Al, Ga e In), o Tl apresenta número de oxidação +1 como mais estável, o que lhe confere a particularidade de ser o único, dentre os metais de seu grupo, que pode se apresentar associado estavelmente a qualquer um dos halogenetos (F-, Cl-, Br- e I-), tanto na forma sólida, quanto em meio aquoso.
Sob condições normais de pressão, o TlCl apresenta condutividade elétrica desprezível e band gab da ordem de 3 eV (~300 kJ.mol-1), assim sendo, é um excelente material isolante. No entanto, sob altas pressões, a medida que os íons são forçados a se aproximar, torna-se um condutor metálico.

## Referência
1. Livro: Perry,Dale L,Philips,Sidney L.(1995) Handbook of Inorganic Compounds, CRC Press pág.406, 
ISBN 0-8493-8671-3

Esta categoria reúne artigos sobre  Tálio.
1. 1 2 3 4 5 6 7 8 9  GREENWOOD, N. N.; EARNSHAW, A. (1997). Chemistry of the Elements 2. ed. Oxford: Elsevier. p. 241. 1342 páginas
2. ↑  HIM, Hudson Institute of Mineralogy (9 de junho de 2021). «Lafossaite». Mindat. Consultado em 1 de julho de 2021
3. ↑  SHRIVER, D. F.; ATKINS; OVERTON; ROURKE; WELLER; ARMSTRONG (2008). Química Inorgânica 4. ed. Porto Alegre: Bookman. p. 332. 848 páginas